# Carlo Chimenti
Carlo Chimenti (Bologna, 6 febbraio 1930 – Roma, 9 agosto 2017) è stato un costituzionalista italiano.

## Biografia
Magistrato ordinario, fu poi consigliere del Senato della Repubblica, dove concluse la sua carriera amministrativa come direttore della biblioteca.
Fu poi docente universitario nella Facoltà di Giurisprudenza a Sassari e in quella di Scienze Politiche a Roma Tre.
Fu anche capo di gabinetto di Paolo Barile al ministero per i rapporti con il Parlamento (Governo Ciampi) e sottosegretario ai trasporti durante il Governo Dini.

## Opere
- Carlo Chimenti, Raccolta di scritti di diritto costituzionale e parlamentare, Roma, Edizioni del Tritone, 1969.
- Carlo Chimenti, Il controllo parlamentare nell'ordinamento italiano, Milano, Giuffrè, 1974.
- Carlo Chimenti, Gli organi bicamerali nel Parlamento italiano, Milano, Edizioni di Comunità, 1979.
- Carlo Chimenti, Introduzione alla forma di governo italiana, Rimini, Maggioli, 1984.
- Carlo Chimenti, Gli organi costituzionali nella forma di governo italiana, Torino, Giappichelli, 1989.
- Carlo Chimenti, Un parlamentarismo agli sgoccioli: lineamenti della forma di governo italiana nell'esperienza di dieci legislature, Torino, Giappichelli, 1992.
- Carlo Chimenti, Il governo dei professori: cronaca di una transizione, con Prefazione di Paolo Barile, Firenze, Passigli, 1994.
- Carlo Chimenti, Addio prima Repubblica: lineamenti della forma di governo italiana nell'esperienza di undici legislature, Torino, Giappichelli, 1995.
- Carlo Chimenti, Noi e gli altri: l’ordinamento italiano, Torino, Giappichelli, 2000.
- Carlo Chimenti, Principi e regole delle assemblee politiche, Torino, Giappichelli, 2004.
- Carlo Chimenti, Anatomia della 14ª legislatura: cronache di un quinquennio tra innovazione e continuità, Torino, Giappichelli, 2006.